# Meshroom

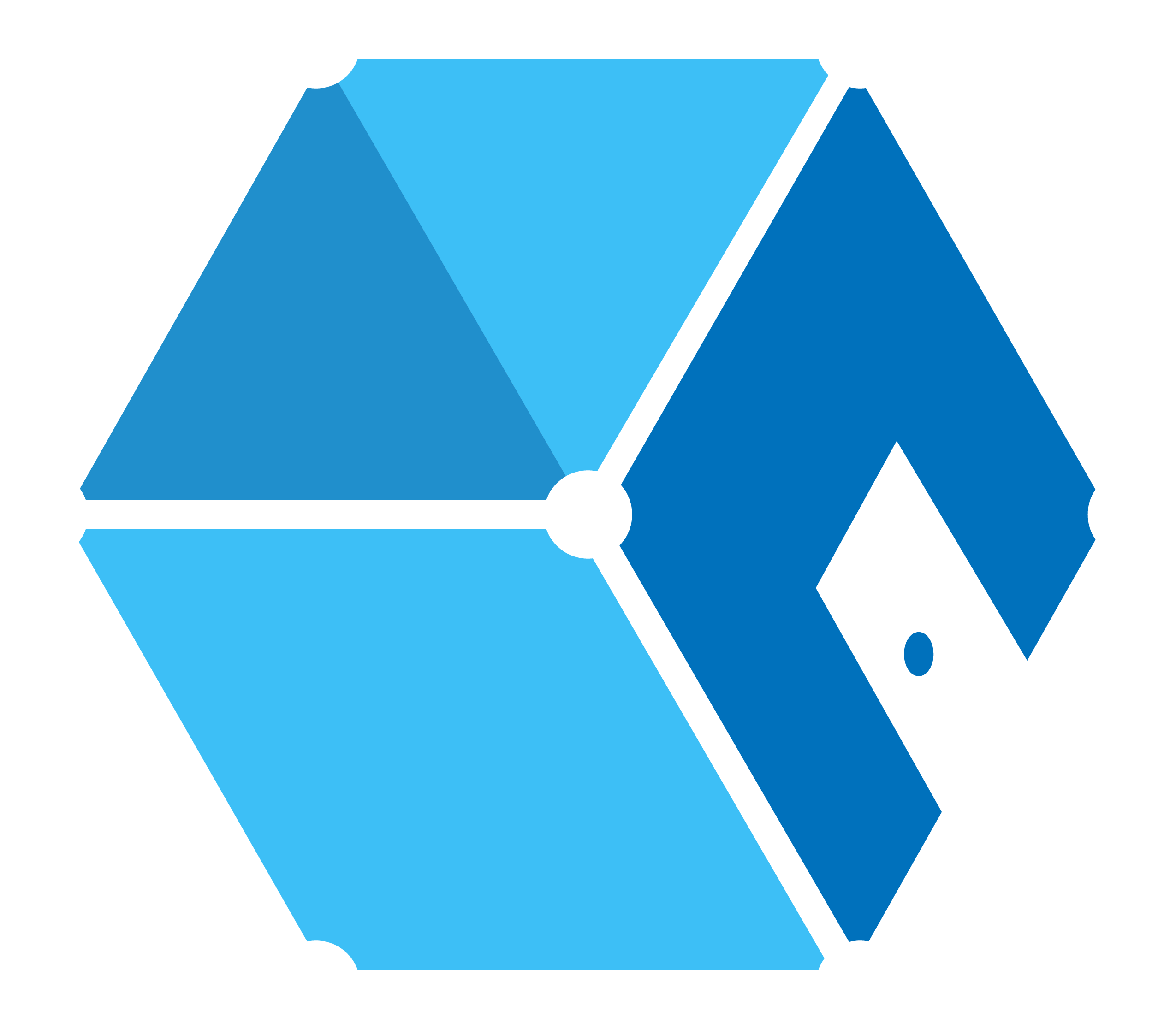
Logo der Meshroom - Software

Meshroom (auch genannt Meshroom Software) ist eine kostenlose Open-Source 3D-Rekonstruktionssoftware der Non-Profit-Organisation AliceVision, die auf Basis einzelner Bilder eines Objektes ein 3D-Modell aus sogenannten Meshes (Polygonen) erzeugt. Bei der Rekonstruierung werden die Positionen der einzelnen Kameras berechnet, die die Voraussetzung für das Meshing (Konstruktion des Polygonenmodells) darstellen. Je höher die Anzahl der Bilder ist, desto detaillierter wird das Modell rekonstruiert.
Der Schwerpunkt der Software liegt bei der Photogrammetrie, beinhaltet jedoch auch das Panorama HDR und das Panorama Fisheye HDR.

## Pipelines
Photogrammetrie

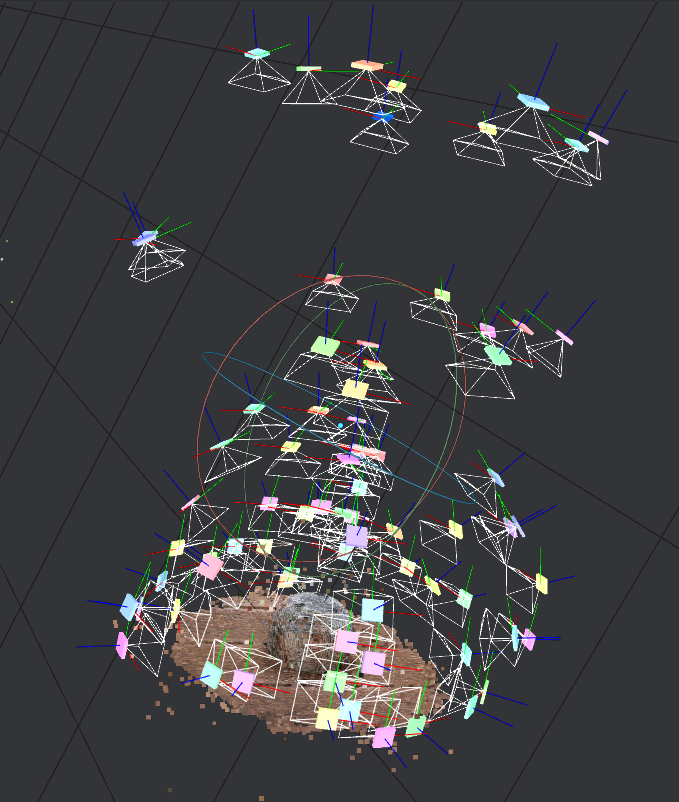
Rekonstruktion der einzelnen Kameras

- einzelne Bilder werden mithilfe der verschiedenen Positionen des Objekts zu einem Polygonenmodell rekonstruiert

Panorama HDR
- Fusionierung von LDR-Bildern mit mehreren Belichtungsreihen zu HDR[4]
- zusätzliche Ausrichtung von Panoramabildern

Panorama Fisheye HDR
- Manuelle oder automatische Einstellung des Fischaugenkreises auf der Basis der LDR-Bildern[5]

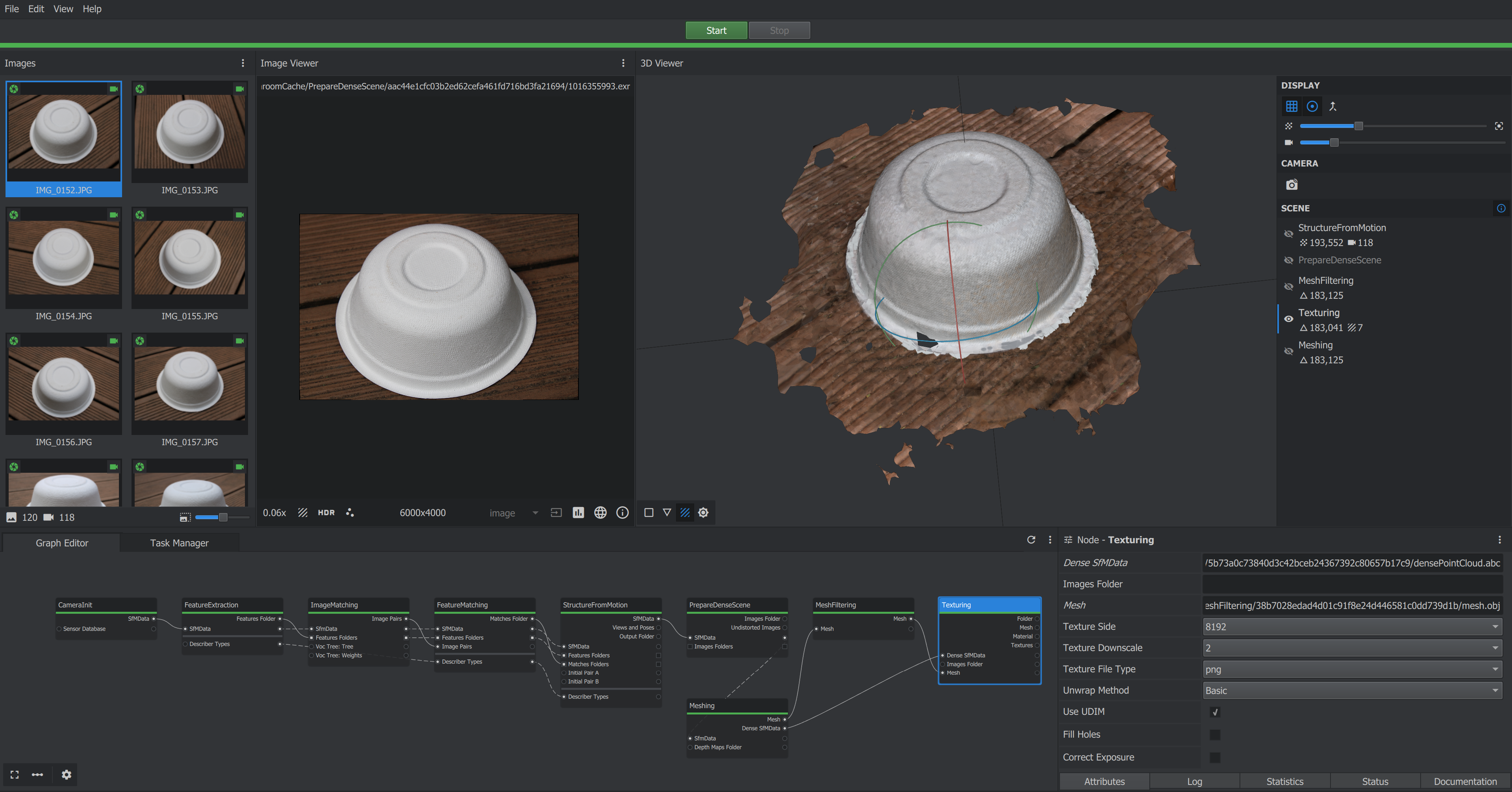
Benutzeroberfläche nach der Rekonstruktion einer Schale

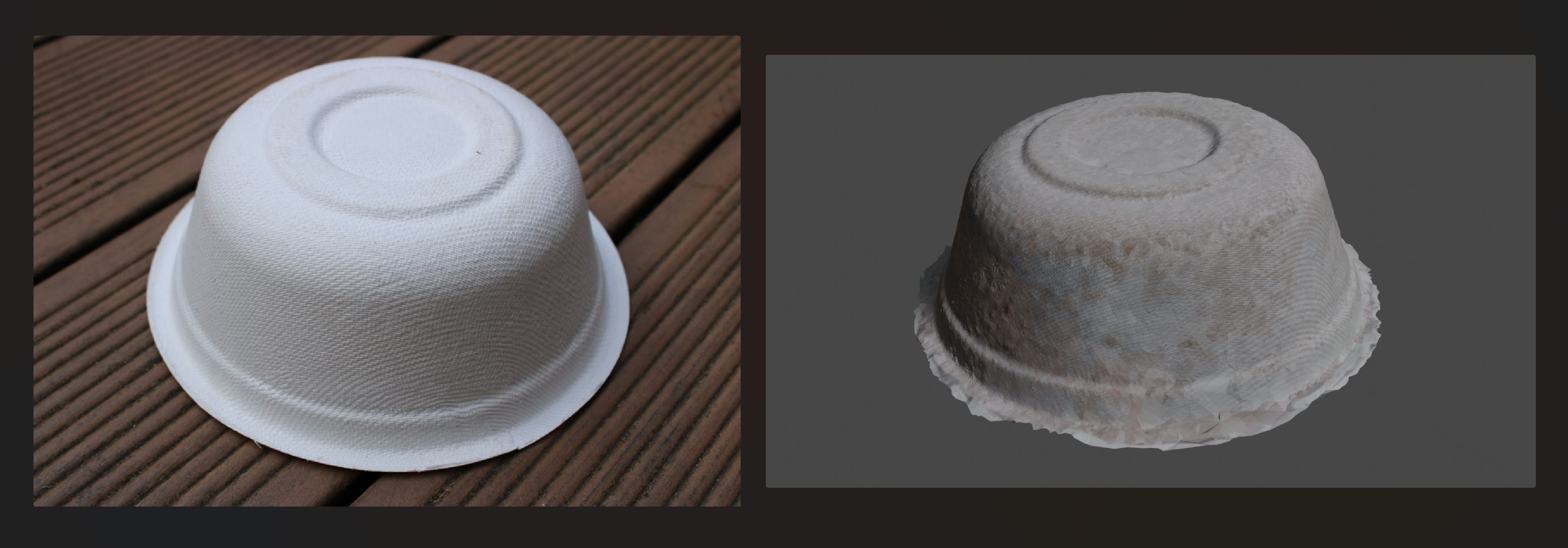
Vergleich einer echten Schale (links) und dem rekonstruierten Modell (rechts)

## Verwendung
Meshroom wird in diversen Produktionen eingesetzt.

### Filmindustrie
| Titel               | Produktion                                             | Meshroom Einsatz durch | Quelle        |
| ------------------- | ------------------------------------------------------ | ---------------------- | ------------- |
| Monsieur Chocolat   | Roschdy Zem, Mandarin Films                            | Mikros Image           | [ 6 ]         |
| Au revoir là-haut   | Albert Dupontel, ADCB Films, Manchester Films          | Mikros Image           | ,             |
| The Returned        | Fabrice Gobert, Haut et Court, Canal+                  | Mikros Image           | ,             |
| Duracell            | Günther Gheeraert, Agency Grey London                  | Mikros Image           | [ 6 ]         |
| Santa & Co          | Alain Chabat, Gaumont Distribution                     | Mikros Image           | ,             |
| Sherlock Gnomes     | John Stevenson, MGM/Paramount Pictures/Rocket Pictures | Mikros Image           | [ 7 ]         |
| BNP Commercial      | -                                                      | Mikros Image           | [ 8 ]         |
| La Vida en un Baile | Blanca Rey                                             | -                      | [ 10 ]        |
| Linda la Cumbia     | La Yegros                                              | Al3ph                  | [ 11 ] [ 12 ] |
| Emilia Pérez        | Jacques Audiard                                        | MPC Paris              | [ 13 ]        |